# عبد العزيز بن الوليد
عبد العزيز بن الوليد بن عبد الملك بن مروان بن الحكم ابن أبي العاص بن أمية بن عبد شمس بن عبد مناف أبو الأصبغ القرشي الأموي وأمه أم البنين بنت عبد العزيز بن مروان أخت عمر كان أبوه الوليد أراد خلع أخيه سليمان من ولاية العهد وتوليه عبد العزيز فلم يتم له ذلك وقيل بل أراد أن يجعل إليه ولاية العهد بعد سليمان وولاه الموسم وولى إمره دمشق في أيام أبيه وداره بدمشق كانت موضع فندق الخشب الكبير قبل دار البطيخ وكان له عقب بالمرج بقرية تسمى الجامع وتزوج أمة الله بنت الوليد بن يزيد بن عبد الملك 
قال ابن عساكر أخبرنا أبو الحسين بن الفراء وأبو غالب وأبو عبد الله ابنا البنا قالوا أنا أبو جعفر بن المسلمة أنا أبو طاهر المخلص نا أحمد بن سليمان نا الزبير بن بكار قال : فولد الوليد بن عبد الملك عبد العزيز كان الوليد بن عبد الملك أراد سليمان بن عبد الملك على أن يبايع لعبد العزيز بن الوليد من بعده فأبى ذلك عليه، وكان رجل من قريش أشار على الوليد بن عبد الملك أن يولي العهد عبد العزيز بن الوليد بعد سليمان فقال سيمان من يعذرني من سهم غرب من غير ما قرب يدخل بيني وبين أخي فاعتذر إليه القرشي بعد ومحمد بن الوليد وعائشة وأمهم أم البنين بنت عبد العزيز بن مروان أخبرنا أبو محمد أنا أبو محمد أنا أبو محمد أنا أبو الميمون نا أبو زرعة حدثني أبو هشام المخزومي حدثني أبي عن أخيه محمد بن سلمة وفي نسخة مسلمة - حدثني مالك بن أنس قال أراد الوليد بن عبد الملك أن يبايع لابنه عبد العزيز بن الوليد فأراد عمر بن عبد العزيز على ذلك فقال عمر إن لسليمان في أعناقنا بيعة .
قاد أول حملاته ضد البيزنطيين في الأناضول عام 709. على الرغم من أن عمه مسلمة بن عبد الملك قاد الحملة الرئيسية بعد ذلك بسنة. وفي 710 قاد الهجوم الرئيسي تحت قيادة مسلمة. ثم في عام 713 قاد هجومًا على ضد قلعة قيزلن.
في 714/5، حاول والده الخليفة عكس ترتيب الخلافة لصالح عبد العزيز، والذي كان سينتقل إلى أخيه سليمان لكنه لم يستطع فرض إرادته.
توفي عبد العزيز في سنة 728/729.

## قالالصفدي
(الْأمَوِي نَائِب دمشق)
عبد الْعَزِيز بن الْوَلِيد بن عبد الْملك بن مَرْوَان أَبُو الْأَصْبَغ الْأمَوِي هُوَ ابْن أُخْت عمر بن عبد الْعَزِيز دَاره بالكشك قبلي دَار الْبِطِّيخ العتيقة ولي نِيَابَة دمشق لِأَبِيهِ وَتُوفِّي فِي حُدُود الشعرة وَمِائَة .

## قالابن حزم

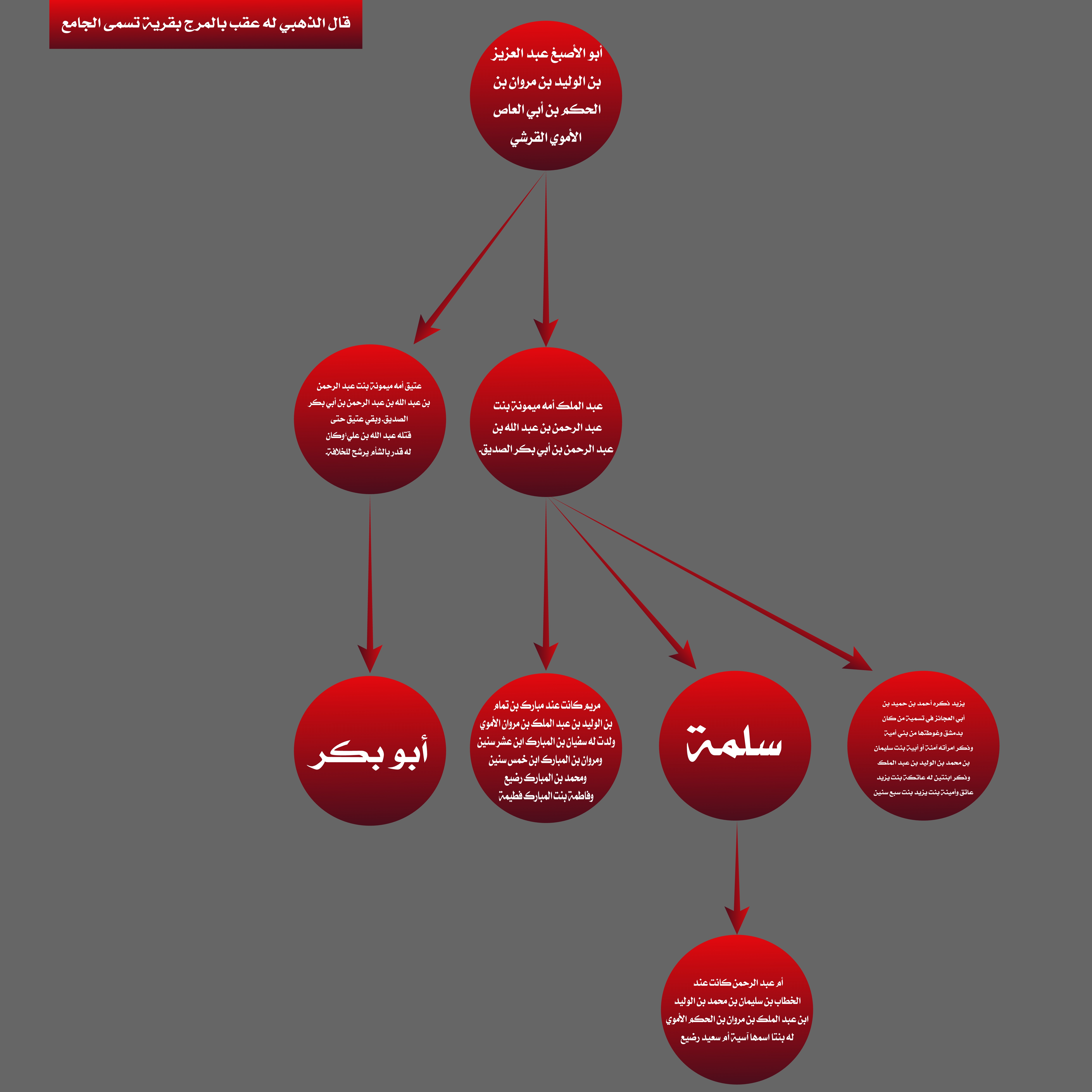
ذرية وعقب أبو الأصبغ عبد العزيز بن الوليد بن عبد الملك بن مروان بن الحكم

فولد عبد العزيز:عبد الملك بن عبد العزيز؛ وعتيق بن عبد العزيز، كان يرشّح للخلافة، قتله عبد الله بن علي ،و ابنه أبو بكر بن عتيق.

## قالمصعب الزبيري
فولد الوليد بن عبد الملك: عبد العزيز؛ ومحمداً؛ وعائشة، أمهم: أم البنين بنت عبد العزيز بن مروان؛ وعبد الرحمن بن الوليد، وأمه: أم عبد الله بنت عبد الله بن عمرو بن عثمان؛ والعباس بن الوليد، هو أكبر ولده، به كان يكنى؛ وعمر؛ وبشراً؛ وروحاً؛ وخالداً؛ وتماماً؛ ومبشراً؛ وجزءًا؛ ويزيد؛ ويحيى؛ وإبراهيم؛ وأبا عبيدة؛ ومسروراً؛ وصدقة، لأمهات أولاد.
فولد عبد العزيز بن الوليد. عبد الملك وعتيقاً، وأمهما: ميمونة بنت عبد الرحمن بن عبد الله بن عبد الرحمن بن أبي بكر الصديق. وبقي عتيق حتى قتله عبد الله بن علي؛ وكان له قدر بالشأم يرشح للخلافة. وله يقول الشاعر:

## قالالذهبي
عَبْدُ الْعَزِيزِ بْنُ الْوَلِيدِ بن عَبْدِ الْمَلِكِ بْنِ مَرْوَانَ الأَمِيرُ أَبُو الأَصْبَغِ الأُمَوِيُّ، وَهُوَ ابْنُ أُخْتِ عُمَرَ بْنِ عَبْدِ الْعَزِيزِ، سَعَى أَبُوهُ الْوَلِيدُ فِي خَلْعِ سُلَيْمَانَ مِنَ الْعَهِد وَتَوْلِيَةِ عَبْدِ الْعَزِيزِ هَذَا فَلَمْ يَتِمَّ لَهُ مَا رَامَهُ، وَقَدْ وُلِّيَ نِيَابَةَ دِمَشْقَ لِأَبِيهِ، وَدَارُهُ بِنَاحِيَةِ الْكُشْكِ قِبْلِيِّ دَارِ الْبِطِّيخِ الْعَتِيقَةِ، وَلَهُ ذُرَّيَّةٌ بِالْمَرْجِ بِقَرْيَةِ الْجَامِعِ.
وَرُوِيَ عَنْ مَالِكِ بْنِ أَنَسٍ قَالَ: أَرَادَ الْوَلِيدُ أَنْ يُبَايِعَ لابْنِهِ، فَأَرَادَ عُمَرَ بْنَ عَبْدِ الْعَزِيزِ عَلَى ذَلِكَ فَقَالَ: لِسُلَيْمَانَ بيعةٌ فِي أَعْنَاقِنَا، فَأَخَذَهُ الْوَلِيدُ وَطَيَّنَ عَلَيْهِ، ثُمَّ فَتَحَ عَنْهُ بَعْدَ ثلاثٍ فَأَدْرَكُوهُ وَقَدْ مَالَتْ عُنُقُهُ. وَقَالَ أَبُو زُرْعَةَ الدِّمَشْقِيُّ: فَكَانَ ذَلِكَ الْمَيْلُ فِيهِ حَتَّى مَاتَ. وَحَكَى نَحْوَ هَذَا مُحَمَّدُ بْنُ سَلامٍ الْجُمَحِيُّ لَكِنَّهُ قَالَ: خُنِقَ بمنديلٍ حَتَّى صَاحَتْ أُخْتُهُ أُمُّ الْبَنِينِ، فَشَكَرَ سُلَيْمَانُ لِعُمَرَ ذَلِكَ وَعَهِدَ إِلَيْهِ بِالْخِلافَةِ. وَقَدْ حَجَّ عَبْدُ الْعَزِيزِ بِالنَّاسِ سَنَةَ ثلاثٍ وَتِسْعِينَ، وَغَزَا الرُّومَ فِي سَنَةِ أربعٍ وَتِسْعِينَ، وَكَانَ مِنْ أَلِبَّاءِ بَنِي أُمَيَّةَ وَعُقَلائِهِمْ.
رَوَى الْوَلِيدُ بْنُ مُسْلِمٍ، عَنْ عَامِرِ بْنِ شِبْلٍ، عَنْ عَبْدِ الْعَزِيزِ بْنِ الْوَلِيدِ، أَنَّ عُمَرَ بْنَ عَبْدِ الْعَزِيزِ قَالَ لَهُ: يا بن أُخْتِي، بَلَغَنِي أَنَّكَ سِرْتَ إِلَى دِمَشْقَ تَدْعُو إِلَى نَفْسِكَ، وَلَوْ فَعَلْتَ مَا نَازَعْتُكَ. قَالَ عَامِرُ بْنُ شِبْلٍ: أَنَا مِمَّنْ سَارَ مَعَ عَبْدِ الْعَزِيزِ إِلَى دِمَشْقَ، فَجَاءَنَا الْخَبَرُ بِأَنَّ عُمَرَ بْنَ عَبْدِ الْعَزِيزِ قَدْ بُوِيعَ وَنَحْنُ بِدِيرِ الْجُلْجُلِ، فَانْصَرَفْنَا.

## قالابن عساكر
عبد العزيز بن الوليد بن عبد الملك بن مروان بن الحكم ابن أبي العاص بن أمية بن عبد شمس بن عبد مناف أبو الأصبغ القرشي الأموي وأمه أم البنين بنت عبد العزيز بن مروان أخت عمر كان أبوه الوليد أراد خلع أخيه سليمان من ولاية العهد وتوليه عبد العزيز فلم يتم له ذلك وقيل بل أراد أن يجعل إليه ولاية العهد بعد سليمان وولاه الموسم وولى إمره دمشق في أيام أبيه وداره بدمشق كانت موضع فندق الخشب الكبير قبل دار البطيخ وكان له عقب بالمرج بقرية تسمى الجامع وتزوج أمة الله بنت الوليد بن يزيد بن عبد الملك أخبرنا أبو الحسين بن الفراء وأبو غالب وأبو عبد الله ابنا البنا قالوا أنا أبو جعفر بن المسلمة أنا أبو طاهر المخلص نا أحمد بن سليمان نا الزبير بن بكار قال : فولد الوليد بن عبد الملك عبد العزيز كان الوليد بن عبد الملك أراد سليمان بن عبد الملك على أن يبايع لعبد العزيز بن الوليد من بعده فأبى ذلك عليه فقال الراجز للوليد
وكان رجل من قريش أشار على الوليد بن عبد الملك أن يولي العهد عبد العزيز بن الوليد بعد سليمان فقال سيمان من يعذرني من سهم غرب من غير ما قرب يدخل بيني وبين أخي فاعتذر إليه القرشي بعد ومحمد بن الوليد وعائشة وأمهم أم البنين بنت عبد العزيز بن مروان أخبرنا أبو محمد أنا أبو محمد أنا أبو محمد أنا أبو الميمون نا أبو زرعة حدثني أبو هشام المخزومي حدثني أبي عن أخيه محمد بن سلمة وفي نسخة مسلمة - حدثني مالك بن أنس قال أراد الوليد بن عبد الملك أن يبايع لابنه عبد العزيز بن الوليد فأراد عمر بن عبد العزيز على ذلك فقال عمر إن لسليمان في أعناقنا بيعة فبلغت الوليد فأمر به فطين عليه البيت فقالت أم البنين ابنه عبد العزيز لا بلغه الله أمله فيه ففتح الباب عن عمر قال أبو زرعة فكلمت فيه أم البنين هي التي شفعت فيه ومما لم أر عليه علامة السماع قال أبو زرعة تكلمت فيه أم هذا الذي بويع له بعدما طين عليه ثلاثا ففتح عنه فأدرك وقد مالت عنقه يكاد يموت فكان ذلك المثل فيه حتى مات كذا قال الذي بويع له ولم يبايع له وإنما عزم على ذلك أخبرنا أبو القاسم بن السمرقندي أنا أبو بكر بن الطبري انا أبو الحسين بن الفضل أنا عبد الله بن جعفر نا يعقوب حدثني سعيد بن أسد نا ضمرة عن ابن شوذب قال أراد الوليد بن عبد الملك عمر بن عبد العزيز على أن يخلع سليمان فقال يا أمير المؤمنين إنما بايعنا لكما في عقدة واحدة فكيف نخلعه ونتركك أنبانا أبو بكر محمد بن عبد الباقي وغيره عن أبي محمد الجوهري عن أبي عمر بن حيويه أنا سليمان بن إسحاق بن إبراهيم نا الحارث بن محمد بن أبي أسامة أنا محمد بن سعد نا محمد بن عمر الواقدي حدثني إسحاق بن أبي بكر مولى حويطب بن عبد العزيز عن أبيه قال تلقى الناس سليمان وقد كان هم أن يبايع لابنه أيوب بن سليمان يوم الفطر من تلك السنة يعني سنة سبع وسبعين وقد كان الوليد بن عبد الملك منع ابنه عبد العزيز بن الوليد وأمه أم البنين بنت عبد العزيز وأمره بالنهي والتحفظ على الناس وأن يلقى الناس بالبشر ويعدهم فكان الناس قد أحبوه وزأحبو ولايته وقد كان الوليد أراد سليمان أن يجعله ولي عهده فأبى ذلك عليه وقال ليس أحد يحب ولده غيرك وقال أنا ناظر في ذلك إن شاء الله فكاد الوليد يغالط سليمان ثم كف عنه وقال جرير بن الخطفى في ذلك :
قال فوصله عبد العزيز ووصلته أمه وهم به سليمان وكان بلغه قوله فيه فجاء إلى سليمان متمدحا لأيوب بن سليمان وتاركا لعبد العزيز بن الوليد فقال : 
فعفى عنه سليمان وقال كثير في ذلك 
قال الواقدي وفيها يعني ست وتسعين أمر محمد بن سويد الفهري على دمشق وأرضها ونزع عبد العزيز بن الوليد بن عبد الملك أخبرنا أبو القاسم أنا أبو محمد عبد الوهاب بن علي بن عبد الوهاب بن السكري أنا أبو الحسن علي بن عبد العزيز الطاهري قال قرئ على أبي بكر أحمد بن جعفر بن سلم الختلي أنا أبو خليفة الفضل بن الحباب الجمحي نا محمد بن سلام الجمحي قال: وقال جرير في عبد العزيز بن الوليد وكان عبد الملك بايع للوليد ثم سليمان ويد سليمان مبسوطة لمن شاء فأراد الوليد ان يبايع لابنه عبد العزيز ويدخله بينه وبين سليمان فأراد عمر بن عبد العزيز على بيعته وأم عبد العزيز أخت عمر فأبى عمر أن يفعل وقال قد شغل أبوك يميني لأخيك فأمر بمنديل فطرح في عنقه ثم خنق حتى صاحت أخته أمه العزيز فشكر سليمان ذلك له فبايع له من بعده فقال جرير 
أخبرنا أبو غالب بن البنا أنا أبو الحسين بن الآبنوسي أنا أبو القاسم بن جنيقا أنا إسماعيل بن علي الخطبي قال وكان الوليد بن عبد الملك رشح ابنه عبد العزيز لولاية العهد بعد أخيه سليمان بن عبد الملك وكتب الوليد إلى سليمان يسأله ذلك فامتنع سليمان عليه وأبى أن يجيبه إليه وقد كان بعض الشعراء قال في ذلك
أخبرنا أبو القاسم بن السمرقندي أنا أبو بكر محمد بن هبة الله أنا محمد بن الحسين أنا عبد الله بن جعفر نا يعقوب قال قال ابن بكير قال الليث وحج عامئذ يعني سنة ثلاث وتسعين بالناس عبد العزيز بن الوليد أمير المؤمنين أخبرتنا أم البهاء بنت محمد أنا أحمد بن محمود أنا أبو بكر بن المقرئ نا محمد بن جعفر الزراد المنبجي نا عبيد الله بن سعد الزهري قال قال أبي سعد بن إبراهيم وعرضناها على يعقوب أيضا ثم حج عبد العزيز بن الوليد بالناس سنة ثلاث وتسعين أخبرنا أبو غالب محمد بن الحسن أنا محمد بن علي السيرافي أنا أحمد بن إسحاق نا أحمد بن عمران نا موسى نا خليفة قال وأقام الحج عبد العزيز بن الوليد بن عبد الملك حتى مات الوليد وقال خليفة أيضا وفي سنة أربع وتسعين غزا عبد العزيز بن الوليد أرض الروم حتى بلغ غزالة وكان عبد العزيز هذا من عقلاء بني أمية وألبائهم ذكر أبو سعيد عبد الله بن شبيب المدني حدثني إبراهيم بن محمد الحلبي حدثني محمد بن الضحاك العبدي عن أبيه قال لما ولي عبد العزيز بن الوليد بن عبد الملك دمشق ولم يكن في بني أمية ألب منه في حداثة سنة قال أهل الشام هذا غلام شاب ولا علم له بالأمور وسيسمع منا فقام إليه رجل فقال أصلح الله الأمير عندي نصيحة فقال له ليت شعري ما هذه النصيحة التي ابتدأتني بها من غير يد سبقت مني إليك قال جار لي عاص متخلف عن نفره فقال له والله اتقيت ربك ولا أكرمت أميرك ولا حفظت جوارك إن شئت نظرنا فيما تقول فإن كان صادقا لم ينفعك ذلك عندنا وإن كنت كاذبا عاقبناك وإن شئت أقلناك قال أقلني أصلح الله الأمير قال اذهب حيث لا يصحبك الله والله إني لأراك شر جندك رجلا ثم قال يا أهل دمشق أما أعظمتم ما جاء به هذا الفاسق إن السعاية أحسب منه سجية ولولا أنه لا ينبغي للوالي أن يعاقب قبل أن يعاتب كان لي في ذلك رأي فلا يأتني أحد منكم بسعاية على أحد بشئ فإن الصادق فيها فاسق والكذوب فيها بهات قال إبراهيم بن محمد فحدثت بهذا الحديث عبد الله بن داود فقال ما أشبه هذا الكلام بكلام عمر بن عبد العزيز فقلت إن عمر بن عبد العزيز خاله أخبرنا أبو غالب أحمد بن الحسن أنا أبو الفنح عبد الكريم بن محمد بن المحاملي إجازه أنا علي بن محمد بن أحمد بن سوكر أنا عبد الله بن محمد بن عبد العزيز نا داود يعني ابن رشيد نا الوليد يعني ابن مسلم عن عامر بن شبل الجرمي عن عبد العزيز بن الوليد أن عمر بن عبد العزيز قال له يا ابن أختي بلغني أنك سرت إلى دمشق تريد أن تدعو إلى نفسك ولو فعلت ما نازعتك قال عامر بن شبل أنا ممن سار مع عبد العزيز إلى دمشق فلحقنا الخبر بدير الجلجل أن عمر بن عبد العزيز قد بويع له فانصرفنا قرأت على أبي غالب بن البنا عن أبي محمد الجوهري أنا أبو عمر بن حيوية أنا أحمد بن معروف إجازة نا الحسين بن الفهم نا محمد بن سعد أنا محمد بن عمر نا داود بن خالد أبو سليمان عن سهيل بن أبي سهيل قال سمعت رجاء بن حيوة يقول بلغ عبد العزيز بن الوليد وكان غائبا موت سليمان بن عبد الملك ولم يعلم بمبايعة الناس عمر وعهد سليمان إليه فبايع من معه لنفسه ثم أقبل يريد دمشق يأخذها فبلغه أن عمر بن عبد العزيز قد بايعوا له بعد سليمان بعهد من سليمان فأقبل حتى دخل على عمر بن عبد العزيز فقال له عمر بن عبد العزيز قد بلغني أنك كنت بايعت من قبلك وأردت دخول دمشق فقال قد كان ذلك وذلك أنه لم يبلغني أن الخليفة كان عقد لأحد ففرقت على الأموال أن تنهب فقال عمر والله لو بويعت وقمت بالأمر ما نازعتك ذلك ولقعدت في بيتي فقال عبد العزيز ما أحب أنه ولي هذا الأمر غيرك وبايع عمر بن عبد العزيز قرأت على أبي الوفاء حفاظ بن الحسن بن الحسين عن عبد العزيز بن أحمد أنا عبد الوهاب الميداني أنا أبو سليمان بن زبر أنا عبد الله أحمد بن جعفر أنا أبو جعفر الطبري قال وذكر عن عمارة بن عقيل أنه قال قال لي عبد الله بن أبي السمط أعلمت أن المأمون لا يبصر الشعر قلت ومن ذا يكون أعلم منه فوالله إنك لترانا ننشده أول البيت فيسبقنا إلى آخره قال إني أنشدته بيتا أجدت فيه فلم أره تحرك قلت وما الذي أنشدته قال 
قال فقلت له إنك والله ما صنعت شيئا وهل زدت على أن جعلته عجوزا في محرابها في يدها سبحة فمن القائم بأمر الدنيا إذا تشاغل عنها وهو المطوق بها هلا قلت فيه كما قال عمك جرير في عبد العزيز بن الوليد 
وقد روي أن هذا البيت قيل في عبد العزيز بن مروان .